# Grzybienie błękitne

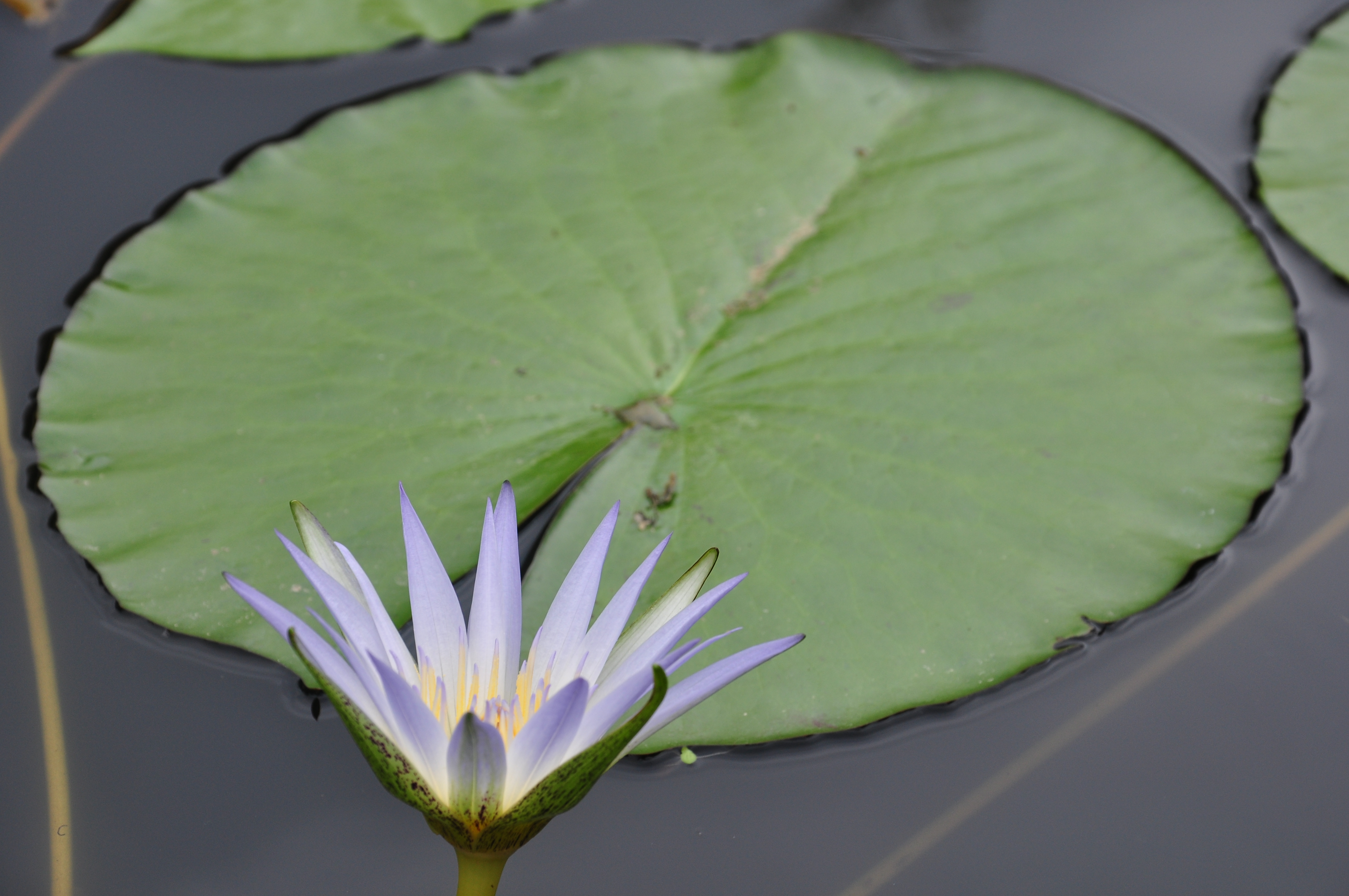
Liść i kwiat grzybieni błękitnych

Grzybienie błękitne, grzybień błękitny, lotos błękitny (Nymphaea nouchali var. caerulea (Savigny) Verdc.) – w zależności od ujęcia jest to podgatunek grzybieni Nymphaea nouchali Burm.f. lub odrębny gatunek – Nymphaea caerulea Savigny.
Rośliny żywe, susz, nasiona, wyciągi oraz ekstrakty z tego gatunku ujęte są w Polsce w wykazie substancji psychotropowych, środków odurzających oraz nowych substancji psychoaktywnych.

## Rozmieszczenie geograficzne
Występuje w stanie dzikim w Afryce (Egipt, Etiopia, Erytrea, Somalia, Sudan, Kenia, Tanzania, Uganda, Zair, Angola, Malawi, Mozambik, Zambia, Zimbabwe, Botswana, Namibia, Południowa Afryka, Suazi) oraz w Jemenie i Izraelu. Jako gatunek introdukowany rozprzestrzenił się w niektórych miejscach w Argentynie i Brazylii. Jest uprawiany w wielu krajach świata.

## Morfologia
Hydrofit o pływających liściach. Liście szeroko zaokrąglone, o szerokości 25–40 cm, z wycięciem w miejscu, z którego wyrasta ogonek liściowy. Brzegi blaszki liściowej ząbkowane. Posiada pełzające kłącze, zakorzeniające się w dnie płytkich zbiorników wodnych. Kwiaty błękitne, o średnicy 10–15 cm. Na noc zamykają się. Złożone są z licznych, wąskich i ostro zakończonych płatków wyrastających w kilku okółkach. Stopniowo, w kierunku do środka płatki te przechodzą w liczne, żółte pręciki.

## Znaczenie
- Występujące w starożytnym Egipcie gatunki grzybieni nazywane były lotosem. Na grobowcu faraona pochodzącym z okresu 3000–2500 lat p.n.e. jest malowidło przedstawiające prawdopodobnie uprawę lotosów w równoległych kanałach. Lotosy dla starożytnych Egipcjan miały duże znaczenie w obrzędowości religijnej, dużo tych roślin zużywano też do dekoracji świątyń[6].
- Kłącza są jadalne, były spożywane szczególnie w starożytnym Egipcie[6].
- Uważa się, że grzybienie błękitne mają właściwości psychoaktywne. Dawka 5 do 10 g kwiatów wywołuje lekkie pobudzenie, zmiany w procesach myślowych, zwiększoną percepcję wzrokową i łagodne wizualizacje przy zamkniętych oczach. Ogólne działanie jest łagodne[6].
- W krajach o ciepłym klimacie jest uprawiany jako ozdobna roślina wodna. W Polsce nie przetrzymuje zimy (strefy mrozoodporności 9–12)[7].

## Udział w kulturze
- Lotosy w starożytnym Egipcie były czczone jako roślina święta, gdyż rosły w świętym Nilu, rzece użyźniającej ziemię[8].
- Kwiaty grzybieni były w starożytnym Egipcie ulubionym motywem zdobniczym w metaloplastyce, na przedmiotach z fajansu, alabastru, wypalanej gliny, na kapitelach kolumn świątynnych, a motyw liści zdobił lustra. Większość znawców roślin biblijnych uważa, że również kapitele kolumn pierwszej Świątyni Jerozolimskiej miały kształt kwiatów grzybieni, w grę wchodzą grzybienie białe, egipskie lub błękitne. Te ostatnie nie występują w Izraelu, znane jednak były Żydom, gdyż są powszechne w Egipcie, w którym Izraelici przebywali przez 400 lat[8].